# Sœurs de la Sainte Famille de Villefranche-de-Rouergue
Les Sœurs de la Sainte Famille de Villefranche (en latin congregationis Sororum a S. Familia) forment une congrégation religieuse féminine enseignante de droit pontifical. 

## Historique
La congrégation est fondée le 3 mai 1816 à Villefranche-de-Rouergue par Émilie de Rodat (1787-1852) avec le soutien du vicaire général du diocèse de Rodez, Antoine Marty.
Les premières constitutions sont approuvées le 18 août 1832 par Mgr Pierre Giraud, évêque de Rodez. L'institut reçoit son décret de louange le 25 mai 1869 et son approbation définitive le 17 juillet 1875. Sa fondatrice, Emilie de Rodat, est canonisée en 1950 par Pie XII.

## Fusion
Plusieurs congrégations ont fusionné avec la Sainte Famille de Villefranche:
- 1832 : Filles de l'union de saint François de Sales de Livinhac-le-Haut du vivant même d'Émilie de Rodat.
- 1861 : Sœurs de l'Annonciation de la sainte Vierge de Auch[3].
- 1867 : Filles de l'union de saint François de Sales de Sainte-Geneviève-sur-Argence.
- 1868 : Filles de l'union de sainte Agnès de Saint-Hippolyte.
- 1868 : Filles de l'union de saint François de Sales de Coupiac.
- 1887 : Sœurs du saint Nom de Jésus à Sainte-Radegonde.
- 1891 : Filles de l'union de saint François de Sales de Peyrusse-le-Roc.
- 1964 : Sœurs de l'Immaculée-Conception de Nogent-le-Rotrou fondées le 16 mars 1811 par l’abbé André-François Beulé pour l'instruction des sourds
- 1967 : Sœurs de Notre Dame de Consolation de Londres.
- 1970 : Sœurs de l'union de Saint François de Sales de Brusque.
- 1970 : Filles de Marie Immaculée de Ceignac fondées en 1926 par Marie-Mélanie Valière.
- 1972 : Sœurs de la sainte Famille de Pezens fondées en 1837 par le chanoine Jean-Baptiste Bastoul et Jeanne Vaxion.
- 1978 : Sœurs de la sainte Famille de Mende.
- 1999 : Sœurs de la Sainte Famille de La Délivrande fondées en 1862 par Marie de Frotté.

## Activités et diffusion
Les sœurs se consacrent à l'instruction et à l'éducation chrétienne de la jeunesse. 
Elles sont présentes en :
- Europe : France[4], Espagne[5], Royaume-Uni, Irlande[6].

- Amérique: Bolivie[7], Brésil[8].

- Afrique : Côte d'Ivoire, Sénégal[9].

- Asie : Liban[10], Philippines[11].

La maison généralice est à Villefranche-de-Rouergue.
En 2017, la congrégation comptait 430 sœurs dans 62 maisons.